# Seznam kin v Praze
Seznam kin v Praze obsahuje kina dochovaná i zaniklá včetně letních kin. Je řazen podle městských částí a katastrů. Seznam není úplný.
Po skončení 2. světové války byla některá kina zrušena. Ve 2. polovině 20. století měl pražská kina ve správě Filmový podnik, jehož ředitelství sídlilo ve Vodičkově ulici 30. Na přelomu 70. a 80. let 20. století byla do jeho kompetence integrována i kina MNV a původní počet 63 kin se zvýšil o 21. Po roce 1989 většina kin ukončila činnost.

## Praha 1
- Kino 64 U Hradeb (Malá Strana, Mostecká 273/21) – zrušeno
- Cinema City Slovanský dům (Nové Město, Na Příkopě 859/22)
- Edison Filmhub (Nové Město, Jeruzalémská 1321/2)
- Kino Alfa (Nové Město, Václavské nám. 785/28) – zrušeno
- Kino Blaník (Nové Město, Václavské nám. 802/56) – zrušeno
- Kino Hvězda (Nové Město, Václavské nám. 793/36) – zrušeno
- Kino Jalta (Nové Město, Václavské nám. 819/43) – konverze
- Kino Letka (Nové Město, Václavské nám. 820/41) – zrušeno
- Kino Lucerna (Nové Město, Vodičkova 704/36)
- Kino Paříž (Nové Město, Václavské nám. 782/22) – zrušeno
- Kino Pasáž (Nové Město, Václavské nám. 840/5) – zrušeno
- Kino Praha (Nové Město, Václavské nám. 834/17) – zrušeno
- Kino Světozor (Nové Město, Vodičkova 791/41)
- Kino 35 (Nové Město, Štěpánská 644/35)
- Kino Evald (Nové Město, Národní 60/28)
- Pražský filmový klub (Nové Město, Klimentská 1205/4) – zrušeno
- Kino Balt (Staré Město, Karoliny Světlé 325/31)
- Kino Kotva (Staré Město, nám. Republiky 656/8) – zrušeno
- Kino Metro (Staré Město, Národní 961/25) – konverze
- Kino Ponrepo (Staré Město, Bartolomějská 291/11)
- Kino Sevastopol (Staré Město, Na Příkopě 988/31) – zrušeno

## Praha 2
- Grand Biograf de Paris (Nové Město, Ječná 508/10) – zrušeno
- Kino MAT (Nové Město, Karlovo náměstí 285/19)
- Kino Na Slovanech (Nové Město) – zrušeno
- Kino Vyšehrad (Nové Město, Trojická 1907/10) – zrušeno
- Bio Beránek (Vinohrady, Bělehradská 478/110) – zrušeno
- Bio Radio (Kino Květen) (Vinohrady, Vinohradská 1789/40) – zrušeno
- Grand Bio Koubek (Vinohrady, Francouzská 171/28) – zrušeno
- Kino Maceška (Bio Illusion) (Vinohrady, Vinohradská 2165/48) – zrušeno
- Kino Minuta (Vinohrady, Korunní 820/1) – zrušeno
- Kino Valdek (Vinohrady, Anglická 620/30) – zrušeno
- Kino Varšava (Vinohrady, Jugoslávská 620/29) – zrušeno
- Varieté-Bio (Vinohrady, Římská 2135/45) – zrušeno[2]

## Praha 3
- Kino Flora (Vinohrady, Orlická 2020/4) – zrušeno
- Kino Slávie (Vinohrady, Řipská 547/24) – zrušeno
- Cinema City Flora (Žižkov, Vinohradská 2828/151)
- Kino Aero (Žižkov, Biskupcova 1733/31)
- Kino Obzor (Žižkov, Seifertova 560/49) – zrušeno
- Kino Tábor (Žižkov, Hartigova 79) – zbořeno
- Přítomnost Boutique Cinema (Žižkov, Siwiecova 1800/1)

## Praha 4
- Kino Eden (Braník, Branická 8) – zbořeno
- Kino Galaxie (Háje, Arkalycká 833/1) – zrušeno
- Cinema City Chodov (Chodov, Roztylská 2321/19)
- Kino Chodov (Chodov, čp. 28) – zrušeno
- Kino Edison (Krč, Krčská 154) – zbořeno
- Kino Oddech (Krč, V Podzámčí 5) – zbořeno
- Kino Kunratice (Kunratice, Náměstí Prezidenta Masaryka 92) – zrušeno
- Kino Kosmos (Lhotka, Novodvorská 1013/151) – zrušeno
- Kino Libuš (Libuš, Libušská) – zrušeno
- Kino Kačerov (Michle, Na Záhonech 682/7) – konverze
- Kino Lux (Michle, Michelská 25) – zrušeno
- Kino Sparta (Michle, Nuselská 597/69) – zrušeno
- Modřanský biograf (Modřany, U kina 44/1)
- Kino Libuše (Nusle, Hvězdova 1322/37) – zrušeno
- Kino Morava (Nusle, Boleslavova 41/13) – konverze
- Kino Tatra (Nusle, Táborská 619/46) – zbořeno
- Kino Jednota (Nusle, Křesomyslova 594/14) – konverze[3]
- Kino Zdar (Podolí, Podolská 158/33) – zrušeno
- Kino Sigma (Záběhlice, Hlavní 1402/141)
- Kino Spořilov (Sokol) (Záběhlice, Severozápadní V/1668) – zrušeno[4]

## Praha 5
- Kino Hlubočepy (Hlubočepy, Slivenecká 92/7) – zrušeno
- Kino Jinonice (Jinonice, Butovická 230) – zrušeno
- Kino Lido (Košíře, Vrchlického 47) – zrušeno
- Kino Zvon (Košíře, Plzeňská 130/74) – zrušeno
- Kino Sport (Radlice, areál TJ Motorlet) – zrušeno
- Kino Radotín (Radotín, Na Výšince 875/4)
- CineStar Praha - Anděl (Smíchov, Radlická 3179/1e)
- Cinema City Nový Smíchov (Smíchov, Plzeňská 233/8)
- Kino Arbes (Smíchov, Kořenského 753/12) – zrušeno
- Kino Maják (Smíchov, Lidická 312/29) – zrušeno
- Kino Na Zámečnici (viz Kino Kavalírka) (Smíchov, Plzeňská 2576/210)
- Kino Kavalírka (Smíchov, Plzeňská 2576/210)
- Kino Sofia (Smíchov, Ostrovského 464/6) – zrušeno
- Cinema City Zličín (Třebonice, Řevnická 121/1)
- Kino Velká Chuchle (Velká Chuchle, Starochuchelská 182/14) – zrušeno

## Praha 6
- Kino Dlabačov (Břevnov, Bělohorská 125/24)
- Kino Radost (Břevnov, Břevnovská 1088/5) – zrušeno
- Kino Orlík (Bubeneč, Terronská 694/6) – zrušeno
- Kino Svornost (Bubeneč, Dejvická 919/38) – konverze
- Kino Bruska (Dejvice, Dejvická 189/5) – zrušeno
- Kino Kyjev (Dejvice, Vítězné náměstí 684/4) – zrušeno
- Kino Šárka (Dejvice, Podbabská 151) – zrušeno
- Kino Nebušice (Nebušice, Náměstí Padlých 110) – zrušeno
- Kino Delta (Ruzyně, Vlastina 887) – zrušeno
- Kino Ruzyně (Ruzyně, Kralupská 763) – zbořeno
- Kino Ořechovka (Střešovice, Na Ořechovce 250/30a) – zrušeno
- Kino Suchdol (Suchdol, Pod rybníčkem 54) – zbořeno
- Kino Veleslavín (Veleslavín, U Sadu 11) – zrušeno
- Kino Bořislavka (Vokovice, Kladenská 417/7) – zrušeno

## Praha 7
- Bio Oko (Holešovice, Františka Křížka 460/15)
- Ponrepo (Holešovice, Letohradská 479/2) – obnoveno v Praze 1
- Kino Domovina (Holešovice, Na Maninách 1149/32) – zrušeno
- Kino Letná (Holešovice, Veletržní 826/61) – konverze (AVU, kinokavárna Miš-Maš)[5]

## Praha 8
- Divadlo Za plotem (Bohnice, Ústavní)
- Kino Bohnice (Bohnice, Bohnická 5/28) – zrušeno
- Kino Ďáblice (Ďáblice, Osinalická 695) – zbořeno
- Kino Atlas (Karlín, Sokolovská 371/1)
- Kino Ládví (Moskva) (Kobylisy, Burešova 1662) – zbořeno
- Kino Orient (Kobylisy, Klapkova) – zrušeno
- Kino Dukla (Svět) (Libeň, Elsnicovo náměstí 41/6) – zrušeno
- Kino Sokolovo (Sokolovská 1) - zrušeno

## Praha 9
- Kino Čakovice (Čakovice, Cukrovarská 82/51) – zrušeno[6]
- CineStar Praha - Černý Most (Černý Most, Chlumecká 712/8)
- Kino Sparta (Černý Most, Cíglerova 1139) – zrušeno
- Kino Dolní Počernice (Dolní Počernice, Českobrodská 34) – zrušeno
- Kino Cíl (Hloubětín, Pod Turnovskou tratí 218) – zrušeno
- Divadlo Horní Počernice (Horní Počernice, Votuzská 379/11)
- Kino Osvěta (Hrdlořezy, Českobrodská 3/17) – zrušeno[7]
- Kino Kbely (Kbely, Mladobleslavská 73) – zrušeno
- Kino Beseda (Klánovice, Slavětínská 1029/54)
- Kino Kyje (Kyje, Sýkovecká 194) – zrušeno
- Cinema City Letňany (Letňany, Veselská 663)
- Kino Prosek (Prosek, Na Proseku 2/11) – zbořeno[8]
- Kino Odboj (Vysočany, Paříkova 94) – zbořeno
- Kino Olympia (Vysočany, Na Břehu 260) – zbořeno[9]

## Praha 10
- Kino Dolní Měcholupy (Dolní Měcholupy, Kutnohorská 39/42) – zrušeno
- Kino Hostivař (Hostivař, U Branek 674/7) – konverze
- Kino Vltava (Hostivař, Weilova 1144/2) – zrušeno
- Premiere Cinemas Praha Hostivař (Hostivař, Švehlova 1391/32)
- Kino Vesna (Strašnice, V Olšinách 626) – zbořeno
- Kino Mír (Strašnice, Starostrašnická 1002/58)  – zrušeno
- Kino Eden (Vršovice, U Slavie 1467/1) – zrušeno
- Kino Pilotů (Vršovice, Donská 168/19)
- Kino Práce (Vršovice, Ruská 946/88) – zrušeno
- Kino Vzlet (Vršovice, Holandská 669/1) – konverze
- Kino Pionýr (Záběhlice, Záběhlická 108) – zrušeno
- Kino Zvonková (Záběhlice, Zvonková 3048/2) – zrušeno